# Presidentvalet i USA 1904
Presidentvalet i USA 1904 ägde rum den 8 november 1904. Valet stod mellan republikanernas kandidat, den sittande presidenten Theodore Roosevelt och demokraternas kandidat, chefsdomaren i New York Alton B. Parker.
Theodore Roosevelt vann en storseger med 56,4% av rösterna mot 37,6% av rösterna för Parker och vann även deras gemensamma hemstat New York med stor marginal.

## Republikanernas nominering
Anmälda kandidater
- Theodore Roosevelt, USA:s president från New York
- Mark Hanna, senator från Ohio
- Charles W. Fairbanks, senator från Indiana

Theodore Roosevelt vann nomineringen och han valde Charles W. Fairbanks som medkandidat.

## Demokraternas nominering
Anmälda kandidater
- Bird Sim Coler
- Alton B. Parker, chefsdomare från New York
- Richard Olney, fd utrikesminister från Massachusetts
- George Gray, fd senator från Delaware
- William Randolph Hearst, ledamot i representanthuset från New York
- Francis Cockrell, senator från Missouri
- Edward C. Wall, delegat från Wisconsin
- Nelson A. Miles, pensionsavgången general i USA:s armé från Massachusetts
- Charles A. Towne, senator från Minnesota
- George B. McClellan, Jr., borgmästare i New York
- Robert E. Pattison, fd guvernör i Pennsylvania
- John S. Williams, ledamot i representanthuset från Mississippi

Detta val ansågs av många demokrater som det mest hopplösa sedan 1872 på grund av den höga popularitet som president Roosevelt åtnjöt. Den enda som verkligen ville ha nomineringen var William Randolph Hearst men konventet valde istället den okände och relativt konservative Alton B. Parker. Som hans medkandidat valdes miljonären Henry G. Davis.

## Resultat
| Presidentkandidat   | Partitillhörighet | Hemdelstat | Röster     | Röster | Elektorsröster | Medkandidat              | Hemdelstat    |
| Presidentkandidat   | Partitillhörighet | Hemdelstat | Antal      | Andel  | Elektorsröster | Medkandidat              | Hemdelstat    |
| ------------------- | ----------------- | ---------- | ---------- | ------ | -------------- | ------------------------ | ------------- |
| Alton Brooks Parker | Demokrat          | New York   | 6 370 932  | 37,6 % | 140            | Henry Gassaway Davis     | West Virginia |
| Theodore Roosevelt  | Republikan        | New York   | 7 630 457  | 56,4 % | 336            | Charles Warren Fairbanks | Indiana       |
| Övriga              | Övriga            | Övriga     | 810 665    | 5,9 %  | 0              |                          |               |
| Totalt              | Totalt            | Totalt     | 13 525 002 | 100 %  | 476            |                          |               |